# Билет
Билетът е документ за еднократен достъп до представление (в театър, киносалон и пр.), посещение на увеселителен парк, зоологическа градина, музей, концерт или друга атракция, както и превозен документ за еднократно пътуване с превозно средство (самолет, автобус, влак).
Билетите се издават на билетни каси. Най-често материалът, от който се правят, е хартия, но понякога се използва и пластмаса. Някои билети съдържат баркод или магнитна лента, за да съхраняват информация. На събития със скъп вход нерядко се използват фалшифицирани билети. За да се предотврати това, билетите на такива събития са снабдени с холограмни знаци.